# George-Kreis
George-Kreis wird die Gruppe um den Dichter Stefan George genannt. Schon ab 1890 hatte sich eine lockere Gruppe um ihn und ab 1892 um seine Zeitschrift Blätter für die Kunst gebildet, die sich – allerdings mit nur wenigen personellen Kontinuitäten – um die Jahrhundertwende zu einem festen Anhängerkreis Georges verdichtete. George war ihr Mittelpunkt und wurde als „Meister“ und charismatischer Führer von seinen Anhängern verehrt. In den 1910er und 1920er Jahren erreichte der Kreis über die geistes- und kulturgeschichtlichen Veröffentlichungen seiner Mitglieder sowie deren Lehrtätigkeit an deutschen Universitäten auch Einfluss auf die deutsche akademische Jugend. Mit Georges Tod im Dezember 1933 fand der eigentliche Kreis sein Ende, die ehemaligen Mitglieder perpetuierten den Mythos des Dichters aber noch bis in die Bundesrepublik hinein.

## Grundlagen und Genese
Stefan George, geboren 1868, veröffentlichte seit 1890 Gedichte, die sich zunächst vor allem am französischen Symbolismus orientierten. 1892 gründete er gemeinsam mit seinem Freund Carl August Klein die Zeitschrift Blätter für die Kunst. Zur Voraussetzung dafür, dass George junge Dichter in der Zeitschrift veröffentlichen ließ, wurde in der Folgezeit vor allem deren Bewunderung für seine eigenen Gedichte. Zu regelmäßigen Mitarbeitern wurden mit der Zeit der Belgier Paul Gérardy, der Pole Wacław Rolicz-Lieder, der Niederländer Albert Verwey, wenig später auch etwa der mäzenatisch auftretende Karl Wolfskehl und Richard Perls. Sie ordneten sich George vor allem künstlerisch unter. Zu Georges Umkreis zählten um die Jahrhundertwende schließlich auch die Münchner Kosmiker Alfred Schuler und Ludwig Klages. Der Letztgenannte schloss sich dem Kreis um George im Jahr 1894 an. Seinem Freund Theodor Lessing beschrieb er den „Meister“ als einen „hochmodernen und hochdekadenten Künstler sive Poeten“.
Zu einem Höhepunkt im ordensartigen sozialen Konstrukt dieser kultischen Männerwelt wurde Georges Bekanntschaft mit dem jungen Friedrich Gundolf 1899. Mit ihm verband ihn nicht nur dessen Bewunderung für Georges Dichtung und die intellektuelle Unterordnung unter Georges geistige Führerschaft, sondern persönliche Liebe. Später kam es jedoch auch zu philologischer Zusammenarbeit im Shakespeare-Projekt, einer Neufassung der Werke in deutscher Übersetzung, nun auch unter Einschluss der Übersetzung der Sonette durch George aus dem Jahr 1909.
George hatte vor und nach Gundolf stets das Bestreben, immer wieder begabte und auch äußerlich attraktive junge Männer um sich zu scharen und sie in seinen Bann zu ziehen. Dazu gehörte ebenfalls ab dem Jahr 1899 Rodi Huch, ein Vetter von Ricarda Huch, der von Franziska zu Reventlow als „Konstantin, der Sonnenknabe“ beschrieben wurde. Um 1905 stießen der Jurist Ernst Morwitz und der spätere Nachlassverwalter Georges Robert Boehringer (Spross der Chemiedynastie Boehringer) als junge Männer dazu. Die wichtigste dieser Bekanntschaften war zweifellos der Münchner Jugendliche Maximilian Kronberger, den George 1902 in dessen 14. Lebensjahr kennenlernte. Da Kronberger bereits 1904 im Alter von gerade 16 Jahren an einer Meningitis verstarb, formte George diese in seinen Augen überirdische Erscheinung Maximin, wie er den Jungen nannte, zu einem Mythos um, der in zweien seiner Bücher Niederschlag fand: Maximin. Ein Gedenkbuch und Der siebente Ring, beide 1907. Der Maximin-Mythos wurde von nun an zu einem zentralen Identifikations- und Integrationsmerkmal des Kreises. Mit ihm gelang es George auch, sich von den „Kosmikern“ Schuler und Klages deutlicher zu unterscheiden und ein unabhängiges Lebens-Projekt zu verwirklichen. Unverändert bedeutsam in Georges geistiger Umwelt blieb sein Hang, junge vielversprechende Männer an sich zu ziehen. So trafen Mitglieder des Kreises und er selbst im Jahr 1919 in Heidelberg auf den später bedeutenden Historiker Ernst Kantorowicz, der, gleichsam unter Georges Anleitung, eine Biographie des deutschen Staufer-Kaisers Friedrich II. schrieb.

## Struktur
Der George-Kreis hatte weder eine klar benannte Struktur noch gab es eine genaue Beschreibung, wie neue Mitglieder beschaffen sein sollten. Vielmehr entwickelte er sich spontan aus der Gruppe um die von George in den Jahren von 1892 bis 1919 herausgegebenen Blätter für die Kunst. Bestand die Gruppe zunächst aus einer Versammlung von Schülern um den Dichter, so wurde der George-Kreis im Lauf der Jahre zu einer Gruppe elitär denkender junger Literaten. Zentrum, Heilsbringer und oberster Zensor war Stefan George mit seinen Publikationen und seinen mündlichen Verlautbarungen. Eine wichtige Rolle spielte die gemeinsame Rezitation von Texten sowie die kultische Verehrung Einzelner wie des genannten Maximilian Kronberger. Vollkommen verschieden von anderen elitären oder esoterischen Gruppierungen im damaligen München war der Kreis damit nicht, so gab es einen vergleichbaren Anhängerkreis um den Parapsychologen Albert von Schrenck-Notzing oder geheimnisvolle Treffen bei Ludwig Derleth.
Eine spezifisch-ästhetische Erfahrung konstituierte den George-Kreis und stand am Beginn jedes Kontakts zwischen späterem Mitglied und George selbst. Sie präformierte ein quasireligiöses Verhältnis zwischen Meister und Jünger, eine Beziehung, die durch unterschiedliche Imitationstechniken des Kreises fortgesetzt werden sollte. Der Impuls zu dieser Nachfolge wurde jeweils durch eine ästhetische Ersterfahrung mit Georges Lyrik ausgelöst, was zur bedingungslosen Anerkennung seiner Person und seinem Werk führte, wie aus den Erinnerungsbüchern des Kreises hervorgeht. Dies wird vor allem an Gundolf deutlich, dem ersten aus dem Kreis um George, der eine förmliche Jüngerrolle einnahm.
Die Treffen des George-Kreises hatten einen rituell-kultischen Charakter und nur Ausgewählte durften teilnehmen. Als nach dem Ersten Weltkrieg der Kreis sechs seiner Mitglieder verloren hatte, lud Stefan George 1919 zum sogenannten Pfingsttreffen nach Heidelberg ein. In der vom 7. bis zum 9. Juni 1919 andauernden Klausur, zu der zwölf Jünger geladen waren, erfolgte auch die Aufnahme von Percy Gothein sowie Ernst Kantorowicz in den George-Kreis.
Mit dem Anwachsen der Organisation wurde die Gemeinschaft in weitere Kreise aufgeteilt, welche intern die Struktur des eigentlichen George-Kreises kopierten. Auffällig war eine männerbündische Konstante: Frauen hatten keinen Zugang zum inneren Kreis, und nur sehr wenige – meist Ehefrauen anderer Jünger – konnten sich am Rand der Gruppe behaupten. Nach der Machtergreifung im Januar 1933 und dem Tod Georges im Dezember 1933 versuchten Percy Gothein und Wolfgang Frommel zunächst noch in Deutschland und später im Exil in Amsterdam, die Tradition des George-Kreises im Castrum Peregrini zu erhalten.
Der Kreis traf auch auf zeitgenössische Kritik. Ein Außenstehender der Schwabinger Bohème, Otto Julius Bierbaum, machte sich bereits 1900 über die Verehrung Stefan Georges lustig: „Feierlich sein ist alles! Sei dumm wie ein Thunfisch, temperamentlos wie eine Qualle, stier besessen wie ein narkotisierter Frosch, aber sei feierlich, und du wirst plötzlich Leute um dich sehen, die vor Bewunderung nicht mehr mäh sagen können.“ Franziska zu Reventlow, der zu Unrecht eine Mitgliedschaft im Kreis nachgesagt wird (Frauen waren ja gar nicht willkommen), soll ihn mit dem Spitznamen „Weihenstefan“ verspottet haben.

## Inhalt

### Geheimes Deutschland
Inhaltlich versuchte George unter dem Titel eines Geheimen Deutschlands eine bündische Struktur mit klaren Hierarchien aufzubauen, die sich durch ästhetische Überlegenheit kennzeichnen und von der Realität abgrenzen sollte. Es ging ihm offenbar um eine mystisch fundierte, antimoderne Gesellschaft.
Das Geheime Deutschland, Titel eines vielschichtigen Gedichts des letzten, geschichtsprophetischen Zyklus Das Neue Reich und als Begriff zuerst von Karl Wolfskehl im Jahrbuch für die geistige Bewegung verwendet, ist ein geheimes und visionäres Konstrukt. Es liege verborgen unter der Oberfläche des realen Deutschland und solle eine Kraft darstellen, die als dessen Unterstrom geheim bleibe und nur bildhaft zu fassen sei. Nur der Fähige könne es erkennen und sichtbar machen. Es handelt sich um eine mystische Verklärung Deutschlands und des deutschen Geistes, die sich an einem Satz Schillers aus dem Fragment Deutsche Größe orientiert: „Jedes Volk hat seinen Tag in der Geschichte, doch der Tag des Deutschen ist die Ernte der ganzen Zeit.“
Nach 1945 wurde das Geheime Deutschland mehrmals als ein mögliches Widerstandsmodell gegen den Nationalsozialismus bezeichnet. So wird berichtet, dass sich der zum Kreis gehörende Claus Schenk Graf von Stauffenberg, für den Georges Gedankenwelt eine große Rolle spielte, durch das Gedicht Der Widerchrist aus dem siebenten Ring mit seiner Warnung vor dem „Fürst des Geziefers“ in seinem Widerstand gegen Adolf Hitler habe bestärken lassen und dass er es in den Tagen vor dem Attentat vom 20. Juli 1944 mehrfach rezitiert habe.
Wegen seiner Naturmystik, seiner Ablehnung der Zivilisation und seines elitären Gestus gehört der George-Kreis auch in den Einflussbereich der Konservativen Revolution. Eine eher ablehnende, jedoch ambivalente Rezeption im NS-Sinne erfuhr der George-Kreis in den Dissertationen von Hans Rößner und Max Nitzsche. Nach Auffassung von Bruno Frei gehörte der George-Kreis mit seinem übersteigert-elitären Ästhetizismus zu den intellektuellen Wegbereitern des Nationalsozialismus. Auch für Walter Benjamin, Theodor W. Adorno und Thomas Mann zählte der George-Kreis zu den Wegbereitern des Nationalsozialismus.
1923 wurden zunächst die Zwillinge Alexander und Berthold Schenk Graf von Stauffenberg, kurz darauf ihr Bruder Claus dem Dichter vorgestellt und mit dem Kreis bekannt gemacht. 1924 schrieb er dem Dichter, wie sehr ihn dessen Werk erschüttert und wachgerüttelt habe. Der Brief zeigt die geistige Entwicklung des noch jungen Stauffenberg ebenso wie seine Tatbereitschaft für das Geheime Deutschland. Er habe viel im Jahr der Seele gelesen, und Stellen, die ihm zunächst fern und ungreifbar erschienen seien, hätten sich „zuerst dem klange nach und dann mit ihrer ganzen seele“ seinen Sinnen eingeschmiegt. „Je klarer das lebendige“ vor ihm stehe „und je eindringlicher die tat sich zeigt, um so ferner wird der klang eigener worte und um so seltener der sinn des eigenen lebens.“
Vor diesem Hintergrund kann der George-Kreis als ästhetisch orientierter Männerbund aufgefasst werden, der deutschen Geist auf eine Weise interpretieren und bewahren wollte, die Schillers Ästhetischer Erziehung verpflichtet war. Dies zeigt sich für Bernd Johannsen in der Chiffre vom Geheimen Deutschland, welche die Geschichte geprägt habe und in dem Attentat zutage getreten sei. Schon aus diesem Grund könne George kein Ahnherr des Nationalsozialismus gewesen sein.

### Imitatio
George unterschied Künstler, die er als urbedingt oder Urgeister bezeichnete, von abgeleiteten Wesen. Während die Urgeister ihre Anlagen ohne Führung vollenden konnten, war das Schaffen der anderen nicht autark, so dass sie auf den Kontakt zu den Urgeistern angewiesen waren und das Göttliche nur in abgeleiteter Form empfangen konnten. Das Gegensatzpaar Urgeister – abgeleitete Wesen prägte das Denken und Schaffen des George-Kreises. So galt Rudolf Borchardt für Gundolf als abgeleitet, während George selbst „nichts als wesen“ sei. Max Kommerell unterschied zwischen dem Urdichter, der unmittelbar aus dem Lebensstoff neue Sprachezeichen erzeugte (Mimesis), und dem abgeleiteten Dichter, der „am Geformten weiterformt“ (Imitatio). Die meisten Anhänger Georges sahen sich selbst als abgeleitete Wesen. Zu den wenigen Urgeistern gehörten für George etwa Karl Wolfskehl und Ludwig Klages.
Wie George gegenüber den kritischen Einwendungen Hugo von Hofmannsthals erläuterte, sollten diese abgeleiteten Wesen von den schöpferischen Leistungen der Urgeister durch eine ethisch und ästhetisch je spezifische Weise der Nachahmung teilnehmen und davon partizipieren. Das eigentliche Schöpfertum, die Creatio, bezieht sich indes nicht auf eine Neuschöpfung von Welt, wie noch im französischen Symbolismus, sondern von Sprache, mit der die Welt bezeichnet wird. Der Dichter findet für das Wahrgenommene neue Zeichen, leiste „Mimesis“, mit der das urbildliche Sein erkannt und dargestellt wird. Die abgeleiteten Wesen hingegen können im Gestus der Urgeister dichten, selbst aber keine Creatio vollbringen. Konflikte entstehen, wenn die Anhänger die Ebenen verwechseln oder Werke falsch rezipieren. Hofmannsthal kritisierte dieses Imitatio-Modell. Es wirke verlogen, täusche es doch „das Durchdrungensein, den Sieg über das Ganze“ vor, indem man sich des „neuen gehaltenen Tones“ bediene.

## Charisma

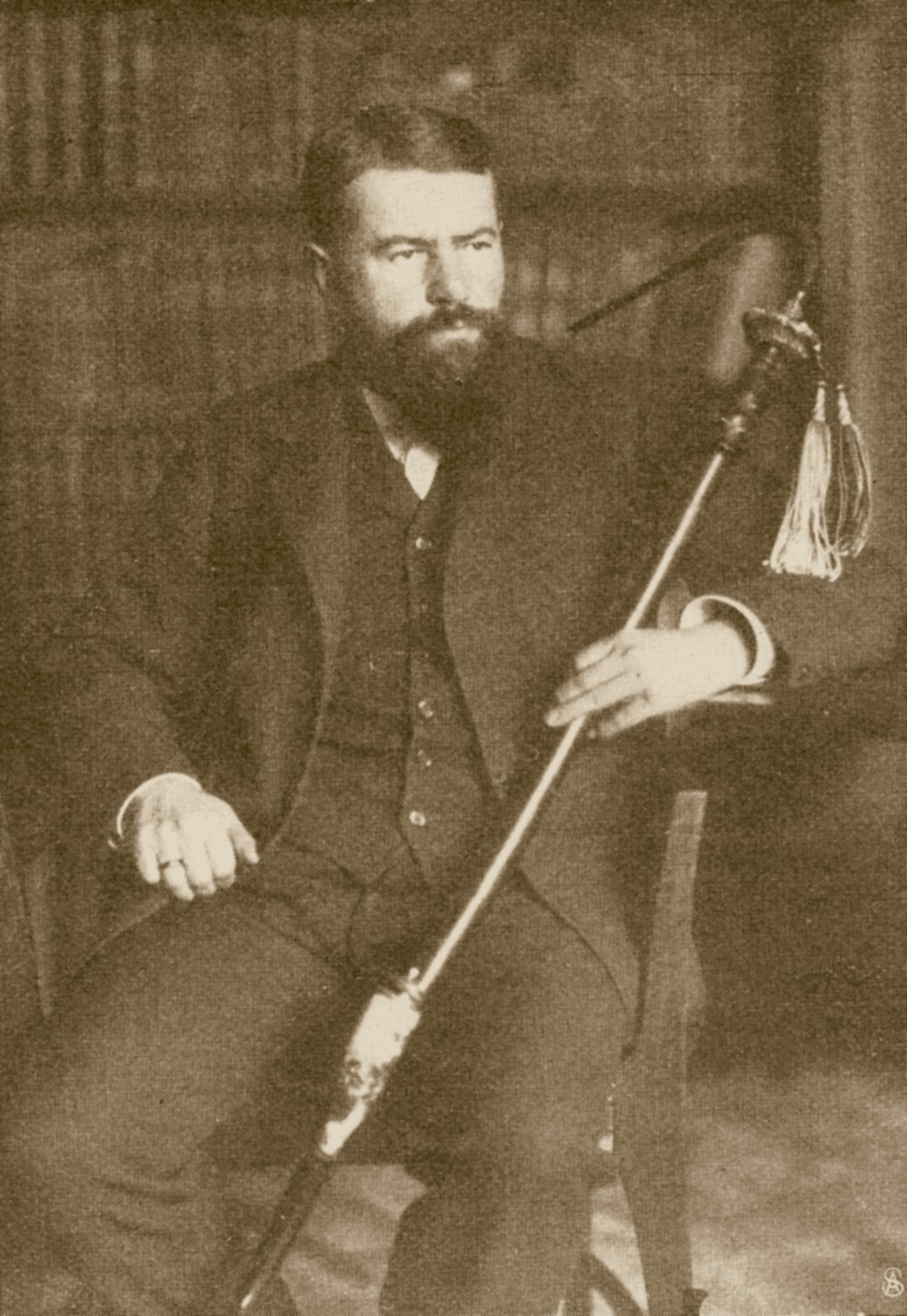
Max Weber, etwa 1907 oder früher

Im Zusammenhang mit dem George-Kreis und dem Maximin-Kult erwähnte Max Weber den Begriff des Charismas, der für ihn einen „Knotenpunkt von Religions- und Herrschaftssoziologie“ darstellt.
Seit 1910 hatte sich Weber zunehmend mit der Frage nach dem Verhältnis von Individuum und Gruppe beschäftigt. Jede Ordnung sei darauf zu prüfen, „welchen menschlichen Typus sie, im Wege äußerer oder innerer (Motiv-)Auslese“ die beste Möglichkeit gebe, sich zum Herrscher aufzuschwingen. In diesem Zusammenhang tauchte im Juni 1910 in einem Brief an Dora Jellinek das erste Mal der Begriff des Charisma auf. Der „Maximin-Cultus“ sei vom „Erlösungsbedürfnis“ geprägt. Fünf Monate später schrieb er, dass der Kreis die Merkmale einer Sekte und „damit auch das spezifische Charisma einer solchen“ habe.
In der Wissenschaft hänge alles davon ab, die richtigen Fragen zu stellen. Zu den interessantesten Untersuchungsobjekten gehörten für Weber die künstlerischen Sekten, hätten sie doch „ganz wie eine religiöse Sekte ihre Inkarnation des Göttlichen.“ In einer im selben Jahr gehaltenen Rede sprach er ausdrücklich vom George-Kreis als einer Sekte: „ich erinnere an die Sekte Stefan Georges …“, und betonte dabei, dass er den Begriff wertfrei gebrauche.
Zu den charismatischen Gaben zählt Weber magische Fähigkeiten, Offenbarungen oder Heldentum, sowie die Macht des Geistes und der Rede. Die reinsten Typen der charismatischen Herrschaft seien die des Propheten und des großen Demagogen, dessen Verband die „Vergemeinschaftung der Gemeinde oder der Gefolgschaft“ sei. Während der Typus des Befehlenden der des Führers sei, finde sich der des Gehorchenden im Jünger, der dem Führer wegen seiner außergewöhnlichen Qualitäten folge. Diese Bereitschaft, so Weber, hält nur, solange ihm diese Qualitäten zugeschrieben werden und sein Charisma sich bewährt. Verlässt ihn der Gott, bricht seine Herrschaft zusammen.

## Päderastie
Zu Päderastie und Homosexualität im George-Kreis befragt, äußerte sich Georges Biograph Thomas Karlauf so:

„Mir würde es genügen, dass man auf die Frage, ob es zu sexuellen Kontakten zwischen George und einzelnen seiner jungen Freunde gekommen ist, mit einem ganz klaren Ja antwortet. Wie die sich da im Detail vergnügt haben und was dabei der Ältere und was der Jüngere an Lust empfunden haben mag: diese Frage halte ich für ähnlich überflüssig wie die Frage, welche Stellungen ein Liebespaar bevorzugt, wenn es Liebe macht. Die Abstufungen bei George waren sehr groß. Es gab sicher sehr intensive Beziehungen.“

„Wenn Sie George als denjenigen identifizieren, der, wie Max Kommerell gesagt hat, das Urbild Meister-Schüler-Beziehung im 20. Jahrhundert neu etabliert hat, inklusive sexueller Handlungen, dann ist Ihre Vermutung richtig.“

„Der Stern des Bundes war der ungeheuerliche Versuch, die Päderastie mit pädagogischem Eifer zur höchsten geistigen Daseinsform zu erklären.“

## Mitglieder
Vom Kreis im engeren Sinn sind die wohl bekanntesten: Friedrich Gundolf, Friedrich Wolters, Robert Boehringer und sein Bruder Erich Boehringer, Claus Schenk Graf von Stauffenberg und seine älteren Brüder Alexander und Berthold, Karl Wolfskehl, Max Kommerell, Henry von Heiseler, Edgar Salin, Ernst Kantorowicz und Percy Gothein. Ferner gehörten dazu Franz Altheim, Ernst Bertram, Max Dauthendey, Franz Dülberg, Paul Gérardy, Ernst Hardt, Norbert von Hellingrath, Kurt Hildebrandt, Erich von Kahler, Ernst Morwitz, Saladin Schmitt, Michael Stettler, Ludwig Thormaehlen, Woldemar Graf Uxkull-Gyllenband, Albert Verwey und Karl Gustav Vollmoeller. Ebenfalls zu nennen sind die Maler Melchior Lechter sowie das Paar Reinhold und Sabine Lepsius. Auch der Kunsthistoriker Botho Graef, der Literaturwissenschaftler Werner Vordtriede und der spätere Reiseschriftsteller Hans-Hasso von Veltheim standen dem Kreis nahe. Richard von Weizsäcker berichtete in einem Interview 2007, wie er als Kind mit seinem Bruder einer Einladung Robert Boehringers im Jahr 1932 folgte und so mit dem Kreis in Kontakt kam – seiner Erinnerung nach saß er damals direkt neben George.
Den Nachforschungen der Literaturwissenschaftlerin Sarah Pines aus dem Jahr 2016 zufolge existiert weiterhin ein „Geheimbund“, der sich als legitime Fortsetzung des Kreises versteht. Versammlungsort und Mitglieder sind entsprechend unbekannt; zumindest vor einigen Jahrzehnten soll auch dieser Kreis aber noch einen Meister gehabt haben.